# وال-د-برید
وال-د-برید (به فرانسوی: Val-de-Bride) یک کمون در فرانسه است که در Canton of Dieuze واقع شده‌است.

## خصوصیات
وال-د-برید ۱۱٫۱۲ کیلومترمربع مساحت و ۶۴۳ نفر جمعیت دارد و ۲۲۰ متر بالاتر از سطح دریا واقع شده‌است.